# Aspidium recurvum
Aspidium recurvum là một loài dương xỉ trong họ Tectariaceae. Loài này được Bree mô tả khoa học đầu tiên năm 1843.
Danh pháp khoa học của loài này chưa được làm sáng tỏ. 